# Semnopithecus dussumieri
L'entello delle pianure meridionali (Semnopithecus dussumieri) è un primate catarrino della famiglia dei cercopitecidi: per la precisione, appartiene alla sottofamiglia dei Colobinae ed alla tribù dei Presbytini, cui appartiene l'ala asiatica di tale sottofamiglia.
Vive in India sud-occidentale e centro-occidentale.
Un tempo considerata una sottospecie di Semnopithecus entellus, per tale motivo mancano studi esaurienti sulle sue modalità di vita: gli studi esaurienti fatti dagli studiosi, infatti, si limitavano a descrivere la specie nel suo complesso, non soffermandosi sulle singole sottospecie. In tal modo, mancano informazioni sufficienti a tracciare un resoconto sufficiente su molte delle specie di entello oltre a questa.
In generale, tuttavia, si ritiene che le sue abitudini non si discostino eccessivamente da quelle dei congeneri: si tratterebbe dunque di animali diurni, tanto arboricoli quanto terricoli, che hanno dimora nella foresta pluviale, ma che tuttavia sono assai versatili e si adattano tanto a quest'ultima, quando ad aree di boscaglia ai confini con la foresta, o ad aree antropizzate.
Vivono in gruppi a composizione mista, coi maschi che tuttavia tendono a crearsi dei propri harem: ciascun gruppo occupa un proprio territorio, che difende gelosamente da eventuali gruppi intrusi.
Si nutrono prevalentemente di materiale vegetale, come foglie, frutti e fiori: non esitano a razziare frequentemente le case nelle zone in cui coabitano con l'uomo.
Come tutte le altre specie entello, vive in grandi tribù sugli alberi per difendersi dai suoi più grandi nemici, la tigre e il leopardo. Tuttavia, siccome il leopardo sa arrampicarsi, per le scimmie è più difficile sfuggirgli.